# Chorfa (Bouira)
Chorfa (em árabe: الشرفاء) é uma cidade e comuna localizada na província de Bouira, Argélia. Segundo o censo de 2008, a população total da cidade era de 16 173 habitantes.